# کلد لیک
کلد لیک (به انگلیسی: Cold Lake, Alberta) شهری در ایالت آلبرتا واقع در کشور کانادا است که مساحت آن ۵۹٫۳ کیلومتر مربع است و جمعیت آن در سرشماری سال ۲۰۰۶ میلادی، ۱۱٬۵۹۵ نفر بوده‌است. تراکم جمعیتی کلد لیک، ۲۰۲ نفر در هر کیلومتر مربع است.